# Союз ТМА-М
Союз-TMА-М (T – транспортен, M – модернизиран, А – антропометричен, M – модифициран) е руски е модификация на пето поколение на серията космически кораби Союз използвани за превоз на хора до МКС, както и за спасителен кораб на същата.

## Промени
Заменени са 36 остарели части с 19 устройства от ново поколение. Общата маса на кораба е намалена със 70 kg. Надеждният, но тежък бордови компютър „Аргон“ и аналоговите системи, използвани на кораба повече от 30 години са заменени с нов цифров компютър ЦВМ-101 и цифрова авионика. Намалена е консумацията на енергия в целия кораб. Заменени са и магнезиевите сплави, използвана в рамата на приборно-агрегатния модул с алуминиеви сплави, което намалява разходите за производството му.

## Части на Союз TMА

### Орбитален модул (битов отсек) (БO)
Състои се от две полусфери, съединени с цилиндрична част. Има два люка: единия е свързва отсека със спускаемия апарат, а другия – с тунел, който се образува при скачването на кораба с друг космически кораб или космическа станция.
- Дължина: 2,98 m
- Mаксимален диаметър: 2,26 m
- Обитаем обем: 5 m³
- Maса: 1370 kg

### Спускаем апарат (СA)
С този модул става завръщането на екипажа на Земята. Капацитетът е до трима члена, облечени в скафандри и има перископ, чрез който може да се насочи корабът ръчно. Парашутите са от външната страна на капсулата. Тя има и малки ракети, работещи с водороден пероксид, за насочване на модула по време на навлизането му в атмосферата. Спускаемия апарат ограничава космонавтите да са с височина между 1,64 и 1,85 височина и 94 см в седнало положение, с тегло между 56 и 85 кг.
- Дължина: 2,24 m
- Максимален диаметър: 2,17 m
- Обитаем обем: 3,5 m³
- Maсa: 2950 kg

### Приборно-агрегатен отсек (ПAO)
В този модул са разположени основните дюзи на двигателя за контрол на положението на космическия кораб, както и захранващите го резервоари. Тук са разположени и слънчевите панели, които осигуряват електрическото захранване на кораба. Този модул се отделя от спускаемия апарат точно преди навлизането в атмосферата.
- Дължина: 2,26 m
- Диаметър на основатаː 2,15 m
- Максимален диаметър: 2,72 m
- Maсa: 2900 kg
- Маса на горивотоː 880 kg

## Спецификация
- Екипаж: до 3
- Автономен полет: до 30 дни
- В състава на орбитална станция: до 200 дни
- Дължина: 7,48 m
- Максимален диаметър: 2,72 m
- Разпереност (cъс слънчевите панели): 10,7 m
- Жилищен обем: 8,50 m³
- Maсa: 7220 kg
  - незареден – 6320 kg
- Основен двигател: KTDU-80
- Тяга на основния двигател: 3,92 kN
- Гориво: двуазотен четириокис и асиметричен диметилхидразин
- Импулс на основния двигател: 305 s
- Мощност на панелите: 0,6 кВт

## Mисии
| - Союз ТМА-01М - Союз ТМА-02М - Союз ТМА-03М - Союз ТМА-04М - Союз ТМА-05М - Союз ТМА-06М - Союз ТМА-07М - Союз ТМА-08М - Союз ТМА-09М - Союз ТМА-10М | - Союз ТМА-11М - Союз ТМА-12М - Союз ТМА-13М - Союз ТМА-14М - Союз ТМА-15М - Союз ТМА-16М - Союз ТМА-17М - Союз ТМА-18М - Союз ТМА-19М - Союз ТМА-20М |